# Olesno Tarnowskie
Olesno Tarnowskie – nieczynny przystanek kolejowy w Olesnie, w województwie małopolskim, w Polsce, na linii Tarnów – Szczucin koło Tarnowa. Znajduje się tu 1 peron.